# Tephrina respersaria
Tephrina respersaria là một loài bướm đêm trong họ Geometridae.